# Димитриос Какавос
Димитриос Какавос или капитан Зоис (на гръцки: Δημήτριος Κάκαβος, καπετάν Ζώης) е гръцки офицер и революционер, деец на Гръцката въоръжена пропаганда в Македония от началото на XX век.

## Биография
Става военен и стига офицерски чин в гръцката армия. Какавос се включва в гръцката въоръжена пропаганда в Македония, привлечен от главния гръцки консул в Солунския вилает Ламброс Коромилас заедно с гръцките офицери Георгиос Какулидис, Михаил Мораитис, Константинос Мазаракис, Атанасиос Ексадактилос, Спирос Спиромилиос и Йоанис Аврасоглу, които заедно с товари оръжие пристигат по море от Гърция.
Заедно с офицерите Атанасиос Ексадактилос и Александрос Мазаракис е прикрепен към Ламброс Коромилас в 1906 година и действа като връзка между главните комитети на пропагандата в Атина и Солун, където е „архивист“ в гръцкото консулство.